# Углокрыльница c-золотое
Углокрыльница c-золотое, или углокрыльница C-золотое (лат. Polygonia c-aureum) — дневная бабочка из семейства Nymphalidae.

## Название
Углокрыльница с-золотое названа по отличительному признаку — наличию золотого пятна на исподе заднего крыла в виде латинской буквы «c».

## Описание

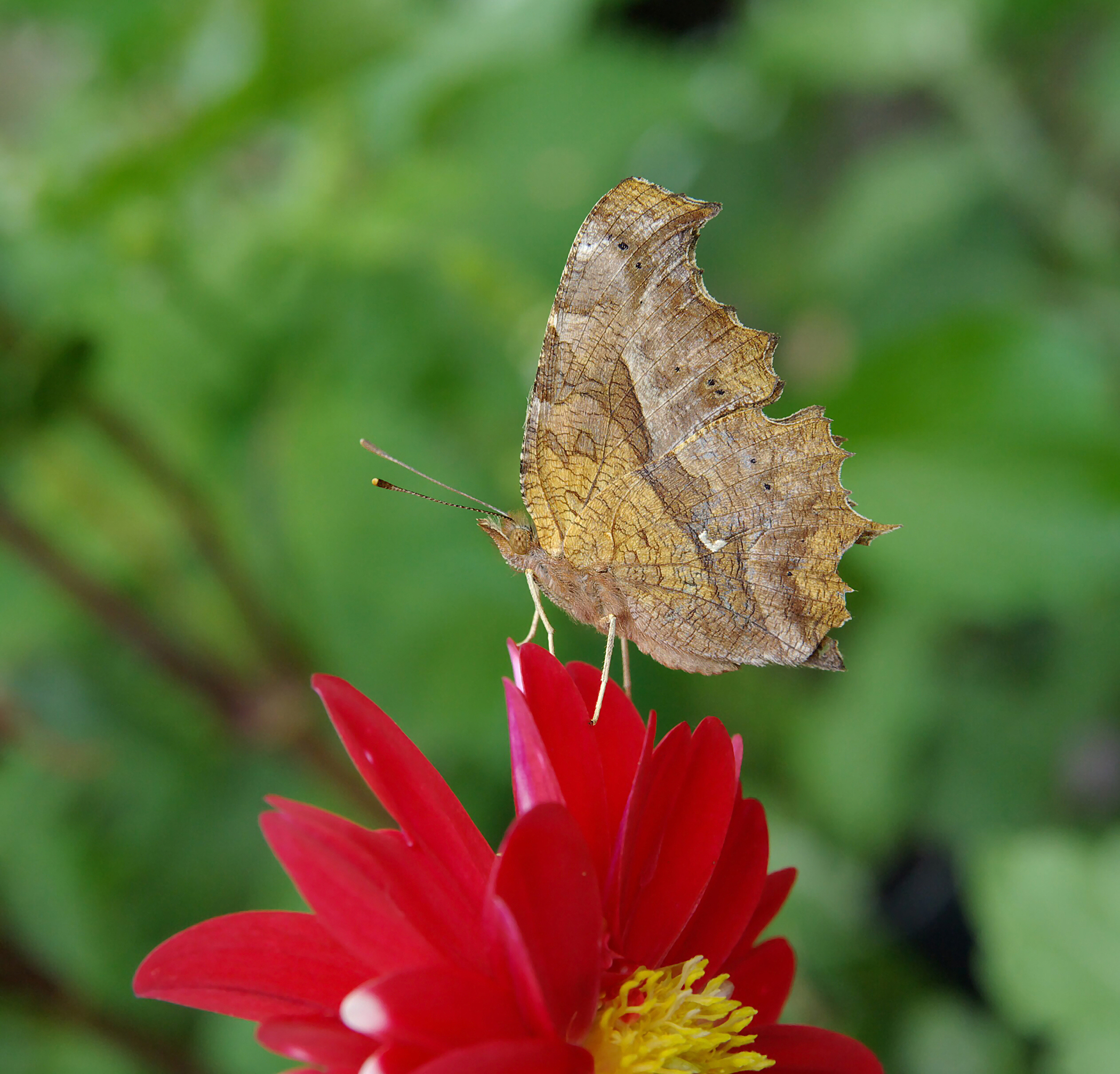
Углокрыльница с-золотое на цветке Георгины. Нижняя сторона крыльев (Осака, Япония).

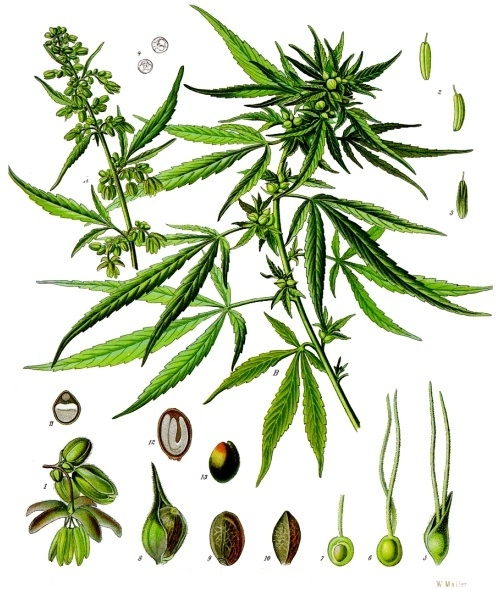
Конопля посевная - Cannabis sativa.

Длина переднего крыла имаго — 22—29 мм. Размах крыльев от 45 до 60 мм. Самки чаще всего несколько крупнее самцов. Крылья оранжевые с чёрными точками.

## Распространение
Дальний Восток России (Приамурье от Амуро-Зейской равнины до реки Горюн, южные хребты Бурейских гор, Приморье), Япония (от Хоккайдо до Танегасима), Корейский полуостров, Северо-Восточный и Южный
Китай, Тайвань и Индокитай.

## Биология
Развивается в одном, или в двух поколениях (от июля до октября) и после зимней спячки, до середины мая. Населят разные древесные биотопы, сады, парки, сухие луга. Вид является обычным в пригородных районах. Кормовые растения гусениц: конопля посевная — лат. Cannabis sativa (L.) и хмель японский — лат. Humulus japonicus (Siebold et Zucc.), а также Humulopsis cordtfolius.

## Подобные виды
- Углокрыльница c-белое — Polygonia c-album (Linnaeus, 1758)
- Углокрыльница южная — Polygonia egea (Cramer, 1775)